# Bifertenstock
Bifertenstock (romansz Piz Durschin) – szczyt w Alp Glarneńskich, części Alp Zachodnich. Leży w Szwajcarii, w kantonie Glarus. Należy do podgrupy Alp Glarneńskich właściwych. Szczyt można zdobyć ze schroniska Grünhornhütte (2448 m), Camona da Punteglias (2311 m) lub Fridolinshütten (2111 m).
Pierwszego wejścia dokonali Roth, Sand, Raillard, H. Elmer, Vordermann i Stüssi 7 września 1863 r.